# سيلفانو فيلا
سيلفانو فيلا (بالإيطالية: Silvano Villa)‏ لاعب كرة قدم ايطالي (ولد في اغسطس من العام 1951) لعب لنادي إيه سي ميلان.